# Klub ráj
Klub ráj (v anglickém originále Club Paradise) je americká filmová komedie z roku 1986. Režisérem filmu je Harold Ramis. Hlavní role ve filmu ztvárnili Robin Williams, Peter O’Toole, Rick Moranis, Jimmy Cliff a Twiggy.

## Obsazení
| Robin Williams | Jack Moniker          |
| Peter O’Toole  | Anthony Croyden Hayes |
| Rick Moranis   | Barry Nye             |
| Jimmy Cliff    | Ernest Reed           |
| Twiggy         | Phillipa Lloyd        |
| Adolph Caesar  | Solomon Gundy         |
| Eugene Levy    | Barry Steinberg       |
| Joanna Cassidy | Terry Hamlin          |
| Bruce McGill   | Dave                  |